# Овчинников, Лев Николаевич
Лев Никола́евич Овчи́нников (9 октября 1913, Пермь — 14 апреля 2002) — советский и российский учёный-геолог, доктор геолого-минералогических наук (1954), член-корреспондент АН СССР (1964).

## Биография
Лев Николаевич Овчинников родился 9 октября 1913 года в Перми.
В 1937 году окончил Уральский государственный университет им. М. Горького.
С 1937 по 1939 год — начальник геологического отдела Урало-Сибирского отделения Геолмаркштреста Народного Комиссариата промышленности стройматериалов РСФСР (Свердловск).
С 1939 по 1942 год — аспирант Института геологических наук Академии Наук СССР (Москва).
В 1942 году был призван в РККА, демобилизован в 1945 году.
С 1946 по 1962 год — заведующий Лабораторией минералогии и геохимии Горно-геологического института Уральского филиала Академии Наук СССР.
С 1962 по 1966 год — директор Института геологии того же филиала — ныне Уральского научного центра РАН (Екатеринбург).
С 1966 по 1986 год — директор, а с 1986 по 2003 год — главный научный сотрудник и профессор-консультант Института минералогии, геохимии и кристаллохимии редких элементов Министерства геологии СССР (и Министерства природных ресурсов Российской федерации и РАН).
Похоронен в Москве на Покровском кладбище (8 уч.).

## Научный вклад
Лев Овчинников был ведущим учёным в области геологии и геохимии рудных месторождений, геохимических методов поисков месторождений твёрдый полезных ископаемых, радиологических методов геохронологии, экспериментальной и прикладной геохимии. Результаты его научных исследований получили всеобщее признание как в Советском Союзе и России, так и за рубежом.
Будучи целеустремлённым исследователем с широким кругозором научных интересов, Л. Н. Овчинников умело сочетал теоретические и экспериментальные исследования рудообразующих процессов с глубоким изучением геологии и геохимии месторождений и решением актуальных практических вопросов по разработке методики оценки, прогнозирования и геохимических поисков скрытого оруденения в основных горнорудных районах страны. Его исследования развивались в следующих направлениях:
1. Экспериментальное изучение процессов гидротермального рудообразования. Под руководством Л. Н. Овчинникова был выполнен обширный комплекс экспериментальных работ по исследованию механизма отделения рудного вещества от магматического расплава и твёрдых силикатных пород, форм переноса металлов в растворе и газовой фазе; выявлены факторы концентрации и рассеяния рудного вещества посредством изучения фильтрационного эффекта, познания механизмов дифференциальной подвижности металлов, моделирования процессов образования первичной зональности ореолов гидротермальных месторождений. На экспериментальной основе с привлечением геолого-геохимических данных вскрыт механизм рудоотложения и создана теория, определяющая зональный характер осаждения вещества. Были выделены семь особых температурных точек, которые фиксируют разнообразные граничные эффекты в гидротермальных растворах. Установлено, что с этими точками связаны структурные преобразования растворителя, определяющие дискретный характер кристаллизации минералов. Полиморфизмом воды обусловлен универсальный ход гидротермального процесса и постоянство параметров рудоотложения.
2. Проблема источника рудного вещества. Л. Н. Овчинниковым было обосновано положение о тесной связи геохимических процессов формирования рудных месторождений с глубинными процессами дифференциации в коре и верхней мантии Земли и разработаны принципы объёмного количественного геолого-статистического металлогенического и геохимического анализа рудных провинций и районов. В результате было основано и сформулировано новое перспективное научное направление в металлогении — стереометаллогения. Изучение процессов рудообразования осуществлялось на основе пространственно-статистического анализа геолого-геохимических данных и широкого внедрения в геохимию рудных месторождений математической статистики. Это позволило выявить зависимость между кларками элементов и возможными масштабами рудных месторождений и разработать на этой базе критерии оценки степени перспективности рудных районов, а также подойти к решению вопроса о значениях оптимального вертикального размаха рудоотложения для колчеданных и других месторождений.
3. Радиологические методы геохронологии. Л. Н. Овчинников был одним из инициаторов применения методов геохронологии для решения задач, связанных с проблемой генезиса рудных месторождений. Под его руководством выполнен обширный цикл исследований по определению калий-аргоновым методом возрастных взаимоотношений вмещающих пород, околорудных метасоматитов, руд и магматических комплексов, что позволило установить пределы возможных ошибок при определении возраста оруденения и наметить общие закономерности формирования рудных метасоматитов. Статистическая обработка обширных материалов по изотопии серы дала возможность разработать чёткие критерии генезиса сульфидных месторождений и расшифровать сложные пути миграции рудного вещества и агентов его переноса.
4. Геохимия рудного процесса. Л. Н. Овчинников — основоположник нового геохимического направления, посвящённого изучению поведения элементов непосредственно в процессе рудообразования (особенно применительно к месторождениям редких элементов) — как при формировании рудных тел, так и в ходе преобразования околорудных пород. Это позволило показать перспективность новых источников редкометального сырья (редкие щёлочи в околопегматитовых метасоматитах и пр.), научно обосновать и экспериментально подтвердить возможность извлечения из них полезных компонентов и разработать принципиально новые схемы технологической переработки этих видов минерального сырья.
5. Геохимические методы поисков. Под руководством Л. Н. Овчинникова были разработаны теоретические основы поисков месторождений полезных ископаемых по геохимическим первичным ореолам элементов-индикаторов и создано новое прикладное геохимическое направление. Особое значение имеют результаты исследований по прогнозированию скрытого оруденения на глубину — на основании выявленных закономерностей внутреннего строения гипогенных ореолов. Лев Овчинников (совместно с С. В. Григоряном) — автор открытия «Единой геохимической зональности первичных ореолов сульфидсодержащих гидротермальных рудных месторождений», зарегистрированного Госкомитетом Совета Министров СССР по делам открытий и изобретений в 1979 году под № 218. Результаты открытия с большим успехом внедряются в практику геологоразведочных работ в основных рудных районах страны и за рубежом.

Обладая большими организаторскими способностями и занимая в течение 20 лет пост директора Института минералогии, геохимии и кристаллохимии редких элементов, Лев Овчинников первостепенное внимание уделял вопросам внедрения своих научных разработок в производство. С этой целью им был проведён большой объём полевых экспедиционных работ, что дало ему возможность изучить практически все промышленные месторождения и в России и во всём бывшем Советском Союзе. Систематическое ежегодное проведение научно-методических семинаров по геохимическим методам поисков, проводимых под руководством и при непосредственном участии Л. Н. Овчинникова, способствовало укреплению тесных деловых связей с производственными организациями горнорудных районов страны.
Л. Н. Овчинников создал и в течение ряда лет возглавлял Межведомственный совет по геохимическим методам поисков и Всесоюзную школу по внедрению и развитию новейших достижений геохимической науки в производственную практику. Он был председателем и членом ряда научных советов и межведомственных комиссий, входил в состав редколлегий геологических и геохимических журналов, возглавлял ряд важнейших научных проблем, утверждённых ГКНТ, принимал активное участие во всесоюзных и международных геологических и геохимических совещаниях, симпозиумах и конгрессах.
Под руководством Л. Н. Овчинникова сложилась самостоятельная школа геологов-рудников, экспериментаторов и геохимиков: свыше 50 его учеников стали кандидатами и докторами геолого-минералогических наук. Его перу принадлежит свыше 600 опубликованных работ, многие из которых переведены и изданы за рубежом. Большая часть их посвящена проблемам металлогении, а также теоретической и прикладной геохимии; они широко цитируются как в наших, так и в зарубежных научных изданиях.
Награждён орденами Трудового Красного Знамени, Отечественной войны II степени, Знак Почёта и медалями. В 1994 году Л. Н. Овчинникову было присвоено почётное звание «Заслуженный деятель науки и техники Российской Федерации», а в феврале 2004 года (посмертно) ему присуждена премия Правительства Российской Федерации в области науки и техники за создание научных основ развития рудной минерально-сырьевой базы Урала.
Главные труды:
- «Руды Турьинских скарновых месторождений меди», 1948 г.;
- «Контактово-метасоматические месторождения Среднего и Северного Урала», 1960 г.;
- «Плутоногенные гидротермальные месторождения», 1968 г.;
- «Закономерности состава и строения первичных геохимических ореолов сульфидных месторождений», 1970 г.;
- «Радиогеохронология гранитных пегматитов», 1975 г.;
- «Месторождения литофильных редких металлов», 1980 г.;
- «Геохимические методы поисков рудных месторождений», 1981 г.;
- «Экспериментальное исследование гидротермального рудообразования», 1981 г.;
- «Геохимические методы поисков рудных месторождений», 1981 г.;
- «Комплексные месторождения халькофильных редких элементов», 1982 г.;
- «Геохимические типы и зональность колчеданного оруденения Урала», 1983 г.;
- «Геологический справочник по легким литофильным редким металлам», 1986 г.;
- «Первичные геохимические ореолы колчеданных месторождений и их поисковое значение», 1986 г.;
- «Геохимия глубинных пород», 1986 г.;
- «Образование рудных месторождений», 1988 г.;
- «Геологический справочник по сидерофильным и халькофильным редким металлам», 1989 г.;
- «Прикладная геохимия», 1990 г.;
- «Прогноз рудных месторождений», 1992 г.;
- «Рудные месторождения и физические поля Урала», 1996 г.;
- «Полезные ископаемые и металлогения Урала», 1998 г.;
- «Металлогенические провинции России», 2001 г.

### В соавторстве
- Кременецкий А. А., Овчинников Л. Н. Геохимия глубинных пород. — М.: Наука, 1986. — 261 с.
- Овчинников Л. Н., Коган Р. И. О применении методов математической статистики в абсолютной геохронологии. — М.: ИМГРЕ, 1971. — 76 с. — (Статистические методы геологических исследований. Выпуск 2).
- Овчинников Л. Н., Лутков Р. И. Геохимические типы и зональность колчеданного оруденения Урала. — М.: Наука, 1983. — 183 с.
- Овчинников Л. Н., Масалович А. М. Экспериментальное исследование гидротермального рудообразования. — М.: Наука, 1981. — 211 с.
- Овчинников Л. Н., Солодов Н. А. Формационно-парагенетическая классификация месторождений литофильных редких металлов: Метод. руководство по перспективной оценке редкомет. месторождений. — М., 1974. — 34 с.
- Солодов Н. А., Бурков В. В., Овчинников Л. Н. Геологический справочник по легким литофильным редким металлам. — М.: Недра, 1986. — 286 с.